# Falls of Shin
Die Falls of Shin sind eine Folge von mehreren Wasserfällen und Stromschnellen in den schottischen Highlands und eine beliebte Touristenattraktion. Sie liegen in Sutherland im Norden der Highlands südlich von Lairg im River Shin, dem Abfluss von Loch Shin. Bekannt sind die Fälle vor allem für die fast das ganze Jahr über zu beobachtenden Lachse, die auf dem Weg zu ihren Laichplätzen im Loch Shin die Stromschnellen überwinden müssen und sich dazu mit kräftigen Sprüngen über die diversen, bis zu sechs Meter hohen Stromschnellen katapultieren. Von einer Plattform am Flussufer lassen sich die Lachse gut beobachten.
Die Fälle liegen auf dem Gebiet der Balnagowan Estate, die dem ägyptischen Geschäftsmann Mohamed Al-Fayed gehörte. Das auf dem Gelände der Estate neben den Fällen eingerichtete Besucherzentrum brannte im Mai 2013 ab, soll aber wieder aufgebaut werden. Im März 2016 erhielt der Kyle of Sutherland Development Trust zur Unterstützung 1 Mio. £ aus Lotteriemitteln.

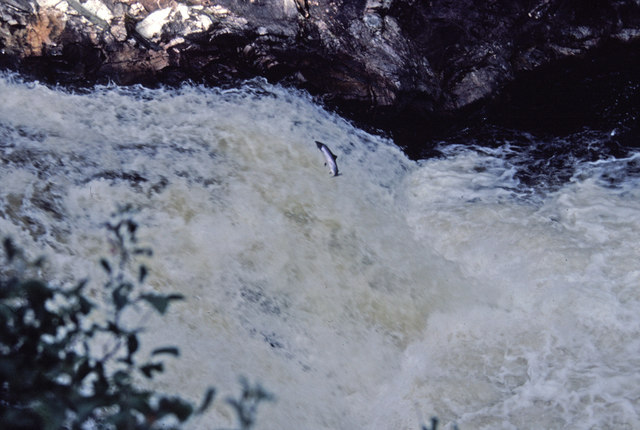
Ein Lachs im Sprung an den Falls of Shin
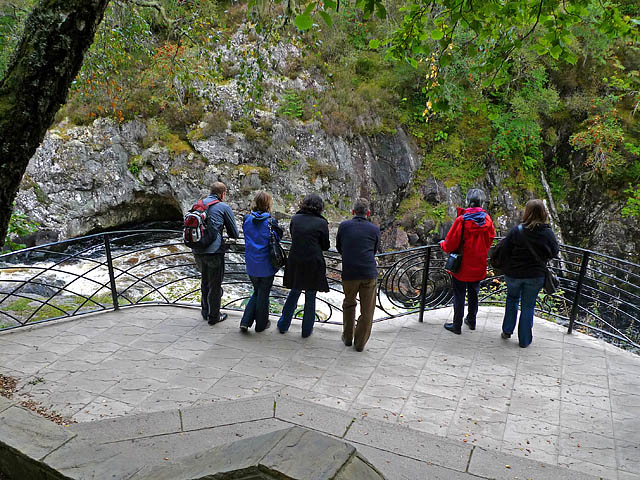
Besucher auf der Besucherplattform oberhalb der Fälle